# Winfried Schülke

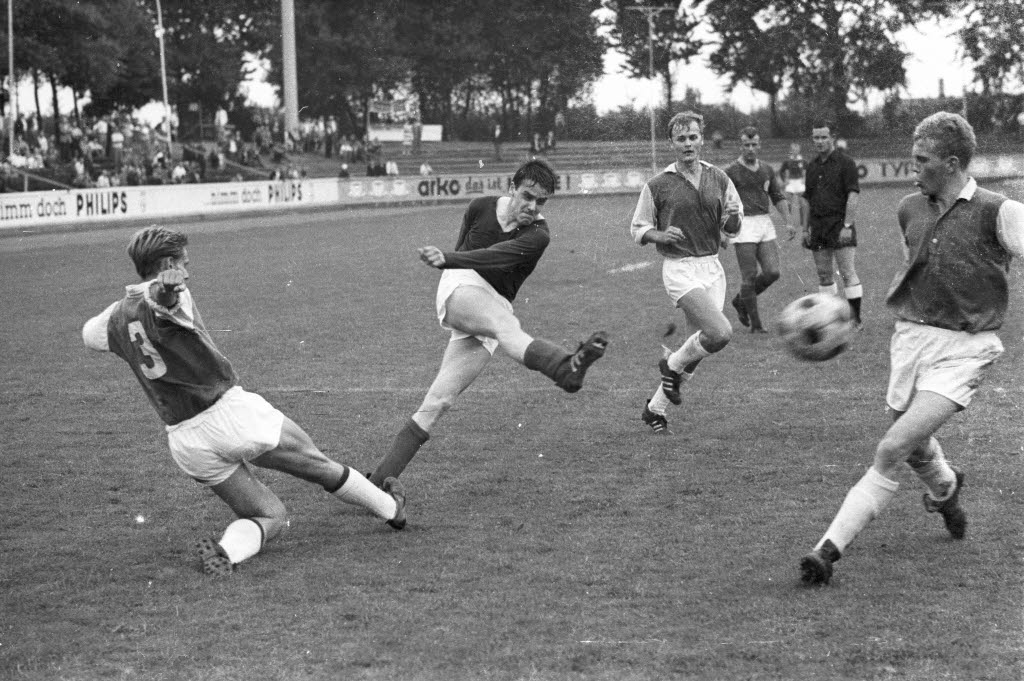
Winfried Schülke (2.v.l.) bei einem Freundschaftsspiel im Kieler Holsteinstadion (1966)

Winfried „Winnie“ Schülke (* 2. Juli 1942 in Danzig; † 26. Juli 1994) war ein deutscher Fußballspieler, der in der Abschlussrunde der erstklassigen Fußball-Oberliga Nord, 1962/63, für den VfB Lübeck 23 Ligaspiele mit zwei Toren absolviert hat. Danach folgten für den Allrounder von 1963 bis 1974 in den zweitklassigen Fußball-Regionalligen Nord und Süd noch insgesamt 290 Ligaeinsätze mit 53 Toren, ehe er mit der Debütrunde in der 2. Fußball-Bundesliga 1974/75 bei der SpVgg Fürth seine höherklassige Laufbahn beendete.

## Laufbahn

### VfB Lübeck, 1961 bis 1966
Zur Saison 1961/62, der VfB Lübeck war 1962 aus der Oberliga Nord in die Amateurliga Schleswig-Holstein abgestiegen, kam der 19-jährige Offensivspieler Winfried Schülke vom Ratzeburger SV nach Lübeck, zu den Grün-Weißen von der Lohmühle. Ernsthafte Gegner der Mannschaft von Trainer Heinz Spundflasche waren in der Amateurliga der Heider SV, Lokalrivale Phönix und der VfL Oldesloe. Der junge Mann aus Ratzeburg spielte sich rasch in die Stammformation des VfB und hatte am Rundenende 21 Ligaspiele mit neun Toren vorzuweisen. Er hat durch seine zusätzlichen sechs Spiele in der Aufstiegsrunde mit vier Treffern wesentlichen Anteil an der sofortigen Oberligarückkehr des Vizemeisters der Amateurliga Schleswig-Holstein. Er hatte sich als großes Talent erwiesen, ausgestattet mit Balltechnik, Kombinationsgabe und vielseitigen Einsatzmöglichkeiten in der Offensive. Am 16. Juni 1962 in Lüneburg im Entscheidungsspiel gegen den SC Leu Braunschweig, hatte er beim 4:3-Erfolg auch zu den VfB-Torschützen gehört.
Das letzte Jahr der erstklassigen Oberliga Nord, eröffneten die Grün-Weißen am 19. August 1962 mit einer 0:1-Heimniederlage gegen den späteren Bundesligisten Eintracht Braunschweig. Schülke stürmte dabei auf Linksaußen an der Seite der Angriffskollegen Helmuth Schipper, Gerd Gretzler, Harry Clasen und Uwe Dretzler. Es wurde eine harte Runde für den VfB und Schülke: Mit 20:40 Punkten belegte der Oberligarückkehrer den 16. und letzten Platz in der Oberliga Nord und hatte auch mit 37 Toren die wenigsten Treffer der Liga erzielt. Schülke absolvierte 23 Oberligaspiele mit zwei Toren. Im Mai/Juni standen dann noch die Relegationsrunde zur Regionalliga gegen die Konkurrenten SV Friedrichsort, VfL Oldenburg, HSV Barmbek-Uhlenhorst und AGSV Bremen auf dem Programm. Da setzte sich der VfB Lübeck mit 10:6 Punkten durch und gehörte damit der neu installierten Regionalliga Nord ab der Saison 1963/64 an. Schülke hatte alle acht Spiele bestritten und fünf Tore erzielt.
In der neuen Zweitklassigkeit im DFB-Fußball tat sich der VfB Lübeck anfangs schwer, das Team vom Stadion an der Lohmühle musste sich in den ersten zwei Jahren mit den Plätzen 14. und 11. begnügen. Schülke holte sich unter Trainer Heinz Lucas 1964/65 mit neun Treffern die interne Torschützenkrone und die Neuzugänge Manfred Bomke (Torhüter) und Benno Beiroth machten Hoffnungen auf die weiteren Runden. Tatsächlich kletterten die Lucas-Schützlinge 1965/66 auf den 5. Rang, aber Schülke schloss sich zur Saison 1966/67 dem Konkurrenten Holstein Kiel an. Von 1963 bis 1966 hatte er für Lübeck in der Regionalliga Nord 63 Ligaspiele absolviert und 17 Tore erzielt.

### Kiel, Villingen, Nürnberg, Fürth, 1966 bis 1975
Beim „Störche“-Team von Holstein Kiel erlebte „Winnie“ Schülke eine ausgezeichnete Debütrunde in der Saison 1966/67; am Ende fehlte lediglich die Krönung mit dem Einzug in die Bundesligaaufstiegsrunde. Zwei Punkte Rückstand zu Meister Arminia Hannover und punktgleich mit Vizemeister Göttingen 05 belegte Kiel den undankbaren 3. Rang. Schülke hatte 30 Ligaspiele absolviert und elf Tore für das Team von Trainer Rudolf Faßnacht erzielt. Das Innentrio mit Schülke, Sturmtank Gerd Koll und dem spielstarken und torgefährlichen Franz-Josef Hönig war im ganzen Norden gefürchtet. Zum Winter hin liefen diese drei zu großer Form auf. Am Ende gingen 53 von 68 Holstein-Treffer auf das Konto des Trios Hönig-Koll-Schülke. In seinem zweiten und dritten Kieler Jahr belegte Holstein jeweils den 8. Rang. Seine überdurchschnittlichen Leistungen brachten Schülke zu einer Auswahlberufung des Norddeutschen Fußball-Verbandes. Am 18. Oktober 1967 gehörte er der NFV-Auswahl an, welche in Lübeck mit 0:1 gegen Jütland verlor. Er spielte dabei an der Seite von Hönig, Werner Krämer, Willi Schulz, Ingo Porges, Peter Osterhoff, Joachim Bäse, Lothar Ulsaß, Max Lorenz und Werner Görts. Zur Saison 1969/70 schloss er sich dem FC Villingen 08 in der Regionalliga Süd an, wo sein vorheriger Kieler Trainer Faßnacht bereits seit 1968/69 das Traineramt übernommen hatte.
Die Runde eröffnete Villingen am 17. August 1969 mit einem 1:1-Heimremis gegen den FC Bayern Hof. Schülke war im Mittelfeld neben Kurt Kothmann und Rainer Eisenhardt aufgelaufen und im Angriff vertraten Gerd Klier, Walter Hohnhausen und Heinz Schrodt die Farben der Elf von Trainer Faßnacht. Am Rundenende belegte Villingen den 9. Rang und Schülke hatte 36 Spiele in der Regionalliga Süd (1 Tor) absolviert. Die Abgänge der zwei Angreifer Klier (Hamburger SV) und Hohnhausen (RW Essen) und der Trainerwechsel hin zu Hans Wendlandt machten sich 1970/71 bemerkbar; Villingen rutschte auf den 12. Rang im Süden ab. Schülke spielte persönlich eine sehr gute Runde, er war jetzt in die Abwehr an die Seite von Routinier Klaus Bockisch gewechselt und hatte in 36 Ligaeinsätzen fünf Tore erzielt, er verlängerte aber seinen Vertrag in Villingen nicht und unterschrieb beim amtierenden Regionalliga-Südmeister 1. FC Nürnberg und zog im Sommer 1971 nach Franken.
Beim Bundesligameister des Jahres 1968, dem „Club“, lief es 1971/72 nicht gut, aber auch nicht beim Neuzugang „Winnie“ Schülke. Der Titelverteidiger startete mit Trainer Fritz Langner in die Runde, der wurde von Zlatko Čajkovski abgelöst. Mit den langjährigen Leistungsträgern Ferdinand Wenauer, Fritz Popp, Horst Leupold, Amand Theis, Dieter Nüssing und den Rückkehrern Franz Brungs und August Starek sollte erneut mit aller Kraft die Bundesligarückkehr angestrebt werden. Es lief aber nicht für den 1. FC Nürnberg wie auch nicht für Schülke. Der „Club“ landete abgeschlagen auf dem 9. Rang und Neuzugang Schülke war nur in 15 Regionalligaspielen aufgelaufen. Er nahm das Angebot des Lokalrivalen aus Fürth an und wechselte zum „Kleeblatt“.
Tabellarisch verbesserte sich Schülke zwar nicht mit Fürth, in den letzten zwei Runden der alten zweitklassigen Regionalliga, 1972/73 und 1973/74, sprangen für das Team von Trainer Heinz Elzner der 9. und 10. Rang heraus, aber die Ausgangslage war ja auch eine völlig andere. Nürnberg wollte mit aller Macht wieder in die Bundesliga, in Fürth konnte davon finanziell wie auch sportlich keine Rede sein. Da waren gute Mittelfeldplätze keine Enttäuschung. Mit Mannschaftskameraden wie Peter Löwer (Torhüter), Gerhard Bopp, Bernhard Bergmann, Helmut Klump, Paul-Werner Hofmann und Erich Unger ging Schülke unter Trainer Alfred Hoffmann mit Fürth 1974/75 in die Debütrunde der 2. Fußball-Bundesliga. Das Resultat war bescheiden: Fürth landete 34:42 Punkten in der 20er-Liga auf dem 15. Rang und Schülke hatte 15 Spiele in der 2. Bundesliga bestritten. Er beendete das Kapitel Berufsfußball und kehrte im Sommer 1975 in den Amateurfußball nach Norddeutschland zurück.

### Ausklang als Amateur
Beim NTSV Strand 08, den Rothosen vom Timmendorfer Strand, erlebte „Winnie“ Schülke als formeller Spielertrainer, aber in Wirklichkeit als „Mädchen für alles“, noch Jahre des Erfolges. Unter seiner Ägide klopften die Rothosen 1978/79 auch erstmals ans Tor zur Oberliga. Eine Serie von 23 Spielen ohne Niederlage bescherte den Schülke-Schützlingen die Landesmeisterschaft und damit einen Platz in der Aufstiegsrunde zur Oberliga Nord, wo die „Strand-Fußballer“ jedoch an ihre Grenzen stießen. Doch der Strander Höhenflug war noch nicht vorbei – dank Schülke. In der Saison 1983/84 wurde zum zweiten Mal die Landesmeisterschaft gewonnen. Doch die Hoffnungen zerstoben auch diesmal in der Aufstiegsrunde.
Im Juli 1994 verstarb Winfried Schülke überraschend an einem Herzinfarkt.